# ابزارک‌های رومیزی ویندوز
ابزارک‌های رومیزی ویندوز (به انگلیسی: Windows Desktop Gadgets) (در ویندوز ویستا نوار کناری ویندوز (به انگلیسی: Windows Sidebar) نیز نامیده می‌شود) یک مجموعه ویجت برای ابزارک‌های مایکروسافت با نام برنامه sidebar.exe است. این قابلیت در ویندوز ویستا معرفی شد و امکانات آن به نوار کناری محیط رومیزی ویندوز اضافه می‌شود. ابزارک‌ها که گجت (به انگلیسی: Gadget) نامیده می‌شوند، می‌توانند وظایف گوناگونی از قبیل نمایش ساعت و تاریخ و میزان مصرف سی‌پی‌یو را نمایش دهند.
مایکروسافت در اواخر ۲۰۱۱ و همزمان با توسعهٔ ویندوز ۸، نگارخانۀ زنده ابزارک‌های ویندوز (به انگلیسی: Windows Live Widget Gallery) را تعطیل کرد. در ماه‌های متعاقب، با شایع شدن خطرهای ناشی از بهره‌برداری از برنامه‌های گجت، مایکروسافت به کاربران خود توصیه کرد که نوار کناری را غیرفعال و استفاده از این ابزارک‌ها را متوقف کنند.